# Каспий, Владимир
Каспий (Владимир Каспий, Валодя Каспий, Володя Астапчик) (3 октября 1984 г., Астрахань, СССР) — российский инди-музыкант, композитор, продюсер, автор и исполнитель собственных песен. Сонграйтер и организатор музыкальных мероприятий Hi-Real Джем и фестиваля «Имена».

## Биография
Родился 3 октября 1984 года в Астрахани в семье бухгалтера и военного.
Закончил в 1999 году 20 школу в Астрахани. В 2003 закончил астраханский кооперативный техникум. В 2003 переезжает учиться в Саратов, активно занимается музыкальной деятельности.
В 2003 поступил Поволжский кооперативный институт, в 2006 закончил ВУЗ по специальности «Финансист». Игре на гитаре обучался самостоятельно.
Поступил в МХАТ на курс к Константиру Райкину, но не смог там учиться, так как у семьи не было денег на обучение.
В 2006 в составе группы Калиюга выпустил первый альбом.
В 2009 году переехал в Москву, организовал регги-коллектив «Космос». В 2010 проект закрылся. В 2010—2011 участвовал в коммерческом проекте «Сарабанда».
В 2012 организовал группу «Каспий».
В 2021 создал проект музыкального автодома, дом-студии FREEDOM BUS.
За 2020-22 годы выступил продюсером мероприятий в г. Москва Санкт Петербург, Саратов, Казань и др.
Живёт и работает на два города: Москва и Саратов.

## Творчество
В 2005 организовал хип-хоп группу «Калиюга» (Рэп-объединение Астрахань-Саратов). В 2006 выпустили альбом «Калиюгазой».
Группа «Калиюга» победитель международного хип-хоп фестиваля «Кофемолка». За время существования группы записано два полноценных альбома. Коллектив известен совместными выступлениями с Кастой, Центром, Гуфом и Бастой. В 2008 году проходил совместный концерт в клубе «Икра» с Децлом, Смоки Мо и Jah Division. В 2008 выпустили альбом «Дыхание».
В 2012 организовал Группу «Каспий». В составе группы участник и полуфиналист ТВ шоу «Главная сцена» на Первом канале.
2020—2022: развивал сольный проект «Валодя Каспий».

## Саундтреки в кино
- 2015 «Про Любовь»
- 2015 Сериал «Окрыленные»
- 2016 «Той ночью, этим утром». Песня «Новая Жизнь»
- 2016 «Кризис нежного возраста». Песня «Расстояния»
- 2016 «Папа». Песня «Локоны»
- 2017 «Яна+Янко»
- 2018 Мультфильм: «Папа гусь». Продюсирование саундтрека и запись вокала.
- 2020—2021 Киноальманах «Неслучайные истории» 2020-21 г. (кинопроект компании IQOS)[19][20][21]
- 2021 Сериал «Полицейский с Ютьюба». Песня «Новая жизнь»

## Дискография
- 2013. «Расстояния». Аранжирован и записан на студии «Марс Рекордс».
- 2014. «Новая жизнь». Аранжирован и записан на студии «Правда рекордс»
- 2016. «Твой праздник». Аранжирован и записан на студии «Навигатор рекордс» совместно с Дмитрием Емельяновым
- 2018. «Пять минут до земли». Записан на студии «Крепкая рекордс»

## Синглы
2015 «Локоны»
2018 «Бегом, бегом»
2019 «Маяки»
2019 «Моя девочка танцуй» аранжировка и продюсирование Ильгиз Хусаинов.
2020 «Музыка твоего голоса»
2020 «Излучай свет»
2020 «Музыка твоего голоса»
2021 «Ты во мне звучишь»
2021 «Рассвет»
2021 «Моя Волга»
2021 «Ночь»
2022 «Любовь это пуля»
2022 «Дженис»
2022 «Водопад»
2023 «Ты словно музыка»

### Валодя Каспий
- «Ты во мне звучишь»
- «Рассвет» совместно с R.A.SVET
- «Волга»
- «Ночь»
- «На солнце»
- «Не теряемся» Совместная песня с Нино Нинидзе
- «музыка внутри»

## Видеоклипы
2015 «Расстояние»
2021 «Ночь»
2021 «Рассвет»
2023 Валодя Каспий feat. аннушкаа    «Любовь это пуля»

## Благотворительность
Принимает участие в благотворительных проектах: в фестивале «Новоселье» в селе Лох.